# Márcio Teles
Márcio Soares Teles (né le 27 janvier 1994 à Rio de Janeiro) est un athlète brésilien, spécialiste du 400 m haies.
Il ne débute l'athlétisme qu'en 2012, abandonnant le football.
Il détient le record des championnats brésiliens de la distance en 48 s 94, obtenu à São Bernardo do Campo en juin 2017, en ayant battu le précédent record de Eronilde de Araújo (49 s 05, 17 ans auparavant). Avant cela son record sur 400 m haies était de 49 s 09.
Le 14 septembre 2018, il porte son record personnel à 48 s 70 lors du Troféu Brasil de Bragança Paulista.